# Воспоминание (фильм, 1986)
«Воспоминание» — советский фильм 1986 года сценариста и режиссёра Владимира Савельева. В картине снималась советская певица Елена Камбурова.
Премьера фильма состоялась 26 января 1987 года.

## Сюжет
Фильм посвящён Владимиру Высоцкому. Представлены хроникальные кадры его выступлений, кинопробы к фильму «Вторая попытка Виктора Крохина». Отрывки из спектакля «Гамлет». В картину включены также теле-, видео-, киноматериалы актёрского творчества Владимира Высоцкого.

## Съёмочная группа
- Автор сценария и режиссёр-постановщик: Владимир Савельев
- Оператор-постановщик: Андрей Владимиров, Павел Степанов
- Художник-постановщик: Юрий Муллер
- Композитор: Иварс Вигнерс
- Звукооператор: Александр Кузьмин
- Консультант: Игорь Шевцов

В создании фильма также принимали участие:
- Вилен Хацкевич
- Анна Брюнчугина
- Владимир Тарнавский
- Владимир Малюх
- Анатолий Андрощук
- Мария Левитская
- Ольга Янишевская
- Владимир Панчук
- Игорь Блохин
- Пётр Солдатенков
- Ирина Кузьменко
- Виктор Лысак
- Павел Небера
- Валерий Шкурко
- Леонид Критенко
- Вячеслав Нечаев
- Елена Березняк
- Наталья Тоцкая
- Александр Шевченко
- Тамара Шиленко

В фильме использованы материалы:
- Госфильмофонда СССР
- Гостелерадиофонда СССР
- Центрального государственного архива кинофотодокументов СССР
- Телевизионного технического центра СССР
- Любительские кино- фото- фономатериалы

## В фильме звучат песни
- «Песня микрофона» («Я оглох от ударов ладоней»).
- «Мы вращаем землю».
- «Песня о земле» («Кто сказал: — Всё сгорело...»).
- «Беспокойство» («А у дельфина взрезано брюхо винтом...»).
- Цикл «Мой Гамлет» («Кто-то высмотрел плод...»).
- «Канатоходец» («Он не вышел ни званьем, ни ростом...»).
- «Я не люблю...».
- «Спасите наши души».
- «Кони привередливые».
- «Большой Каретный».
- «Диалог у телевизора».
- «Банька по-белому...».
- Фрагменты песен «На запад и ногами на Восток...», «Полчаса до атаки», «Не делили мы тебя и не ласкали...», «Не хватайтесь за чужие талии», «...Не ясного в странной стране», «Ещё ни холодов, ни льдин».
- «Сентиментальный марш» («Надежда, я вернусь тогда...» во фрагменте из фильма Марлена Хуциева «Застава Ильича», автор — Булат Окуджава)[1].